# Izatha gibbsi
Izatha gibbsi là một loài bướm đêm thuộc họ Oecophoridae. Nó là loài đặc hữu của New Zealand, ở đó nó được tìm thấy ở miền tây North Island.
Sải cánh dài 12.5–13.5 mm đối với con đực và 13.5–20 mm đối với con cái. Con trưởng thành bay vào tháng 2 and tháng 3.